# Tomaspis semiflava
Tomaspis semiflava är en insektsart som först beskrevs av Carl Stål 1854.  Tomaspis semiflava ingår i släktet Tomaspis och familjen spottstritar. Inga underarter finns listade i Catalogue of Life.